# Hansatsu

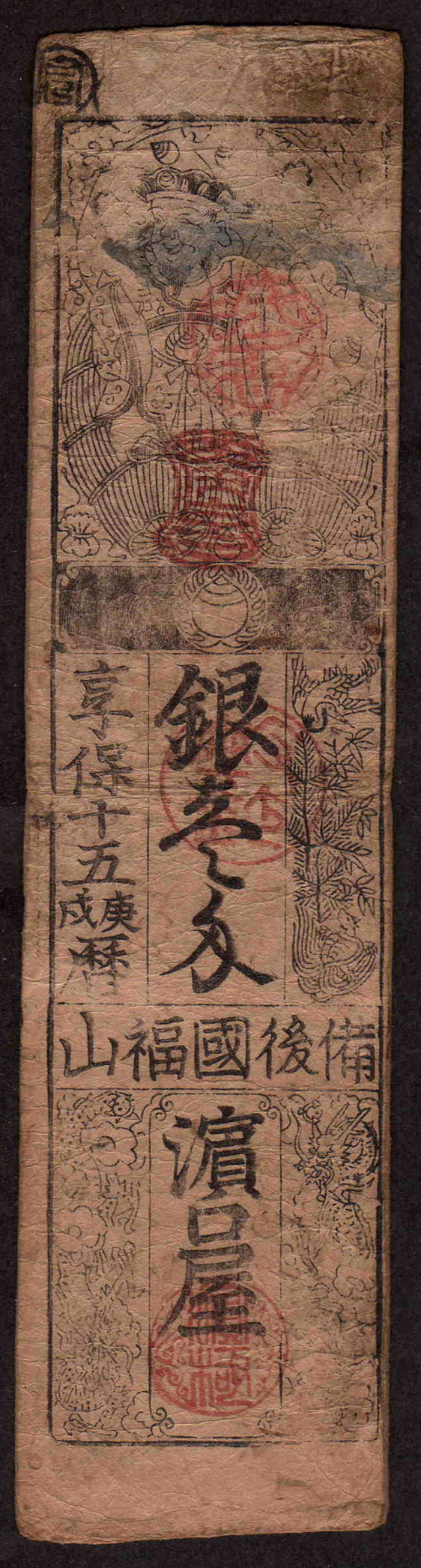
Hansatsu aus dem Jahr 1730 auf 1 Monme Silber

Die Hansatsu (jap. 藩札, dt. „Scheine der Han“) waren eine japanische Form des Papiergelds während der Edo-Zeit. Auf das Prägen von Münzen hatte das Tokugawa-Shōgunat das Monopol, daher behalfen sich die Daimyō, später auch Städte, Tempel und Adlige am Kaiserhof in Kyōto mit der Herausgabe von Scheinen. Die Scheine hatten meist einen Gegenwert in Gold-, Silber- oder Kupfermünzen, es gab jedoch auch Wechsel auf Reis, Sake oder Öl.